# Antoni Kamieński
Antoni Kamieński (ur. 13 czerwca 1878 w Łodzi, zm. 1944?) – polski działacz państwowy, wojewoda łódzki, minister spraw wewnętrznych, inżynier metalurg.

## Życiorys
Był synem Michała i Jadwigi z Jelczów. W 1896 ukończył Gimnazjum Filologiczne w Radomiu, po czym podjął studia  na Wydziale Przyrodniczym Cesarskiego Uniwersytetu Warszawskiego.Z uczelni został usunięty za działalność patriotyczną i samokształceniową w konspiracyjnych organizacjach studenckich, dlatego naukę kontynuował na Wydziale Chemicznym Warszawskiego Instytutu Politechnicznego im. Cara Mikołaja II (późniejsza Politechnika Warszawska). W czasie studiów działał w Polskiej Partii Socjalistycznej, stowarzyszeniu akademickim „Zjednoczenie” zostając jego pierwszym prezesem oraz „Bratniaku”. Ponadto był członkiem kierownictwa Koła Młodzieży Demokratycznej i zarządu Bratniej Pomocy. Reprezentował młodzież akademicką w licznych wystąpieniach i demonstracjach. Na początku 1899 r. wziął udział w demonstracyjnym pogrzebie Bolesława Słońskiego, studenta zmarłego podczas przesłuchań w areszcie śledczym. Naraził się władzom i w 1899 został relegowany z Politechniki, z jednoczesnym zakazem kontynuowania studiów na terenie państwa rosyjskiego. Wyjechał do Austrii i ukończył studia na Wydziale Hutniczym Akademii Górniczej w Leoben z dyplomem inżyniera metalurga. Po powrocie do kraju pracował w hutach na Górnym Śląsku, Śląsku Cieszyńskim i Morawach. W 1912 r. objął stanowisko dyrektora Fabryki Towarzystwa Akcyjnego „Stąporków”. 

### Wielka Wojna
Po wybuchu wojny zaangażował się w życie polityczno-społeczne. W latach 1914–1918 był prezesem Powiatowego Komitetu Ratunkowego oraz Okręgowego Komitetu Macierzy Szkolnej w Końskich. Ponadto był członkiem powstałego w grudniu 1915 r. warszawskiego Centralnego Komitetu Narodowego. Przewodniczył zwołanemu na 25.02.1918 r. do Lublina zjazdowi sejmików powiatowych okupacji austro-węgierskiej. Pod koniec wojny wszedł w skład Zarządu Głównego Komitetu Ratunkowego. 

### II Rzeczpospolita
Od listopada 1918 r. do lipca 1919 r. pełnił funkcję komisarza ludowego, a następnie komisarza rządowego w Końskich. Z tego stanowiska odszedł na własną prośbę. Następnie 19.11.1919 r. został mianowany pierwszym, po odzyskaniu przez Polskę niepodległości, wojewodą łódzkim. W trakcie wojny polsko-bolszewickiej zaangażował się w organizowanie zaplecza dla armii i przygotowywanie do obrony województwa. Był pełnomocnikiem Obywatelskiego Komitetu Wykonawczego Obrony Państwa i przewodniczącym Obywatelskiego Komitetu Obrony Państwa na województwo łódzkie w 1920 roku.
10 marca 1922 r. Kamieński został mianowany na funkcję ministra spraw wewnętrznych w rządzie Antoniego Ponikowskiego. Jako minister koncentrował się przede wszystkim na dalszym ujednolicaniu i usprawnianiu administracji publicznej. Zajął się przejęciem zarządu nad sprawami wewnętrznymi w byłej dzielnicy pruskiej, tworzeniem administracji polskiej na Górnym Śląsku, zjednoczeniem Ziemi Wileńskiej z Rzecząpospolitą oraz ustaleniem ostatecznych granic pomiędzy województwami na kresach wschodnich. W trakcie zjazdu wojewodów w czerwcu 1922 r. minister zaproponował, aby w ogóle zlikwidować województwo nowogródzkie, a jego obszar podzielić pomiędzy województwo poleskie, Wileńszczyznę i województwo białostockie. Oprotestował to wojewoda nowogródzki Władysław Raczkiewicz. Pomysł ten nie został zrealizowany. Kamieński był bardzo aktywny, wyjeżdżał w teren, organizując spotkania z wojewodami i starostami. Brał także udział w reorganizacji ochrony granicy wschodniej. W związku zapowiedziano powołanie nowej formacji, tj. Straży Granicznej, którą utworzono w listopadzie 1922 r. Objęła ona ochronę granic z: Łotwą, ZSRS, częściowo z Rumunią, a następnie również z Litwą. W czasie kadencji Kamieńskiego podjęto również prace nad ordynacją wyborczą do sejmu i senatu. Po upadku rządu, który nastąpił 6.06. 1922 r. Kamieński do 28 czerwca wykonywał obowiązki szefa resortu. W nowo powstałym gabinecie Artura Śliwińskiego, dotychczasowy szef MSW pozostał na stanowisku, jedynie do 7 lipca, gdyż tego dnia gabinet upadł. Kamieński i w kolejnym rządzie, pod premierostwem Juliana Nowaka, pozostał na stanowisku. Podczas tego okresu urzędowania, podstawowym celem ministra spraw wewnętrznych było sprawne przeprowadzenie zbliżających się wyborów parlamentarnych. Kamieński instruował administrację ogólną w sprawie właściwego przygotowania okręgów wyborczych, składów komisji wyborczych, lokali wyborczych itd. Według ministra zadaniem administracji było zapewnienie pełnej wolności działania partiom politycznym, uznającym porządek konstytucyjny państwa oraz przeciwdziałanie działalności partyjnych organizacji bojowych, służących ugrupowaniom politycznym do terroryzowania swych przeciwników. Wiele uwagi poświęcał kwestiom bezpieczeństwa publicznego, zwalczaniu lichwy, kwestiom państwowej służby cywilnej. Przygotowano również ustawę o samorządzie w trzech województwach Galicji Wschodniej.
Gdy Gabriela Narutowicza wybrano na pierwszego prezydenta Polski, w Warszawie rozpoczęły się masowe demonstracje organizowane m.in. przez zwolenników endecji. Nad zamieszkami i stanem bezpieczeństwa nie potrafił zapanować minister spraw wewnętrznych, biernie zachowywał się również premier Nowak.  Pod naciskiem Macieja Rataja i gen. Władysława Sikorskiego Premier  zmusił Kamieńskiego do złożenia dymisji. Stało się to 11.12.1922 r. 
Po odejściu z ministerstwa,grupa posłów Polskiego Stronnictwa Ludowego-Piast oraz Narodowej Partii Robotniczej w sprawie wypadków z 9-11 grudnia sformułowano wniosek o uchwalenie przez sejm RP postawienia go w stan oskarżenia. Ponadto Kamieńskiemu nie powiodła się próba powrotu na stanowisko łódzkiego wojewody. W lutym 1923 r. został dyrektorem Huty Fryderyk w Strzybnicy k. Tarnowskich Gór. Działał również w Stowarzyszeniu Polskich Inżynierów Górniczych i Hutniczych. Wspierał młodych polskich inżynierów, którzy toczyli walkę z niemieckimi właścicielami przedsiębiorstw górniczo-hutniczych i pracującymi dla nich polskimi dyrektorami. W1926 r. został prezesem Koła Śląskiego Stowarzyszenia Polskich Inżynierów Górniczych i Hutniczych z siedzibą w Katowicach. Po zamachu majowym związał się obozem sanacyjnym, współpracując m.in. z Eugeniuszem Kwiatkowskim i Michałem Grażyńskim. Aktywnie pracował dalej w stowarzyszeniu inżynierskim, zwalczając wpływy kapitału niemieckiego na Śląsku, a w 1929 r. został prezesem Stowarzyszenia Polskich Inżynierów Górniczych i Hutniczych i prezesem Modrzejowskich Zakładów Górniczo-Hutniczych SA. W 1935 r. ustąpił ze stanowiska prezesa Stowarzyszenia Polskich Inżynierów Górniczych i Hutniczych i otrzymał tytuł honorowego członka za zasługi położone na rzecz stowarzyszenia. Pełnił także funkcję sędziego handlowego w Sądzie Okręgowym w Warszawie.
Dokładna data oraz miejsce jego śmierci nie są nieznane. W okresie powstania warszawskiego przebywał w stolicy – pomagał między innymi w jadłodajni na Starym Mieście.

## Życie prywatne
Od listopada 1918 był mężem Stanisławy Gajewskiej.

## Okresy sprawowania urzędu ministra
- 10.03 - 6.06.1922[1]
- p.o. 6-28.06.1922
- 28.06  - 7.07.1922
- p.o. 7-31.07.1922
- 31.07 - 11.12.1922

## Ordery i odznaczenia
- Złoty Krzyż Zasługi (dwukrotnie: po raz drugi 11 listopada 1936[6])
- Krzyż Wielki Orderu Korony Rumunii (Rumunia)